# Typografiska föreningens sångkör

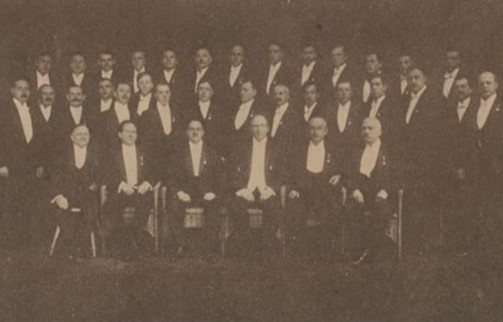
Typografiska föreningens sångkör kring 1922.

Typografiska föreningens sångkör (även Typografkören, Typografiska föreningens kör) brukar anges som arbetarrörelsens första kör och räknas även till en av de allra första varaktiga körerna med regelbundna repetitioner i Stockholm. Kören hade sin allra första repetition den 14 juni 1846 och som namnet anger var kören knuten till Typografiska föreningen vars egentliga verksamhet startade senare samma år. Typografiska föreningen var en yrkesförening och alltså ingen fackförening i klassisk mening. Sådana hantverksföreningar tillkom för att delvis ersätta det nyligen avskaffade skråväsendet. Svenska typografförbundet som var en fackligt inriktad förening bildades först 1886. Typografiska föreningen fann att omsorgen om arbetarna skulle utövas genom att man ägnade sig åt kulturell verksamhet där läsning och sång nämns redan i den andra paragrafen i de första stadgarna. 

## Historik
De första 40 åren var kören mest en sällskapsförening och framträdde vid samkvämen, sommarlustresor och vid vinterhögtidsdagarna. Den första offentliga konserten skedde i Katarina kyrka först i slutet av december 1884 där signaturen T.A.i Svenska Dagbladet den 29 dec 1884 skriver.
"Om rösterna i den 35 man starka kören äfven icke voro så utmärkta, så tycktes dock å andra sidan ett ärligt och förståndigt arbete vara nedlagt vid instuderandet av sångerna"
I början av 1890-talet leddes kören av direktör Erik Åkerberg som införlivade en mängd Bellmanssånger och kören framträdde då ömsom under namnet Bellmanskören och Typografiska föreningens sångkör. Efter en dispyt med typografiska föreningens styrelse efter att kören under en sångarfärd till Köpenhamn 1894 helt enkelt hade döpt om kören till Bellmanskören avskedades Erik Åkerberg varpå större delen av sångarna bröt sig ur och bildade Bellmanskören. Av Typografiska föreningens sångkör  kvarstod endast 4 à 5 stycken sångare, men nya medlemmar engagerades och kören kunde inom kort återuppta verksamheten.
Mycket av körens tidiga historik gick dessvärre förlorad då protokoll och andra handlingar eldades upp av körens sekreterares svärmor i början av 1900-talet.
Kören arrangerade sommaren 1969 det sjunde nordiska typografsångarmötet med konsert på Solliden. 
1973 bytte kören namn till Grafiska kören och i början av  2000-talet övade och sjöng Byggnadsarbetarkören, Strömkarlarna och Grafiska kören tillsammans och vid gemensamma framträdanden under namnet Stockholms Arbetarmanskör (Samkören). Vid en del framträdanden behöll körerna sina egna namn. Alla fyra körerna leddes då av Bengt Bergius och de lades ner 2016 p.g.a. för få medlemmar.
Typografiska föreningens sångkörs lystringssång.
I typografer, bröder alla,
Nu klinge högt vår sång.
Ej skall dess tempo falla;
den lever frisk som källans språng.
I enighet och trofasthet
må toners vågor svalla. 
Vad nytta kan 
med trevnad sann
oss fästa vid varann.
Med broderskapets trofasta band
vi förenta gå hand i hand.
Bröder, hållen vårt förbund
på ädel grund!
I typografer, bröder alla,
nu klinge högt vår sång. 
Ej skall dess tempo falla;
den lever frisk som källans språng.
(Johan Wibergh)

## Dirigenter
- August Jahnke 1846–1855
- Jacob Niclas Ahlström 1855–1856
- Johan Alfred Ahlström 1856–1880
- August Edgren 1881—1888
- Erik Åkerberg 1889–1895
- H. M. Ekblom 1895–1896
- Julius Wibergh 1896–1900
- Oscar Sandberg 1900–1904
- Carl Gentzel 1904–1909
- David Åhlén 1909–1910
- Axel Nylander 1910–1912
- Sven Lizell 1912–1917
- Knut Sundström 1917–1918
- Sven Lizell 1918–1929
- Abel Vestin 1929–1930
- Gustaf-Adolf Ericsson 1930–1937
- Hilding Asker 1937–1964
- Staffan Ekeroth 1964–1989
- Bengt Bergius ?–2016